# Vera Hohlfeld
Vera Hohlfeld (Erfurt, Turíngia, 24 de febrer de 1972) va ser una ciclista alemanya que fou professional del 1999 al 2003. Va participar en la prova en ruta dels Jocs Olímpics d'Atlanta on va acabar en quarta posició.

## Palmarès en ruta
- 1992
  - Vencedora d'una etapa a la Volta a Turíngia
  - Vencedora d'una etapa al Gran Premi del cantó de Zuric
- 1993
  - Vencedora d'una etapa a la Volta a Turíngia
  - Vencedora d'una etapa al Gran Premi del cantó de Zuric
- 1994
  -  Campiona d'Alemanya en contrarellotge
  - Vencedora de 2 etapes al Gracia Tour
  - Vencedora d'una etapa al Giro d'Itàlia
  - Vencedora d'una etapa al Giro de Sicília
- 1995
  - Vencedora de 2 etapes al Tour ciclista femení
  - Vencedora de 2 etapes a la Volta a Turíngia
- 1996
  - 1a a la Volta a Mallorca i vencedora de 2 etapes
  - Vencedora d'una etapa al Tour de l'Aude
- 1997
  - Vencedora d'una etapa a la Volta a Turíngia
- 1999
  - 1a a la Volta a Nuremberg
  - Vencedora de 2 etapes al Giro de Toscana-Memorial Michela Fanini
  - Vencedora d'una etapa a l'Eurosport Tour
  - Vencedora d'una etapa a la Volta a Suïssa
- 2000
  - Vencedora d'una etapa a la Volta a Turíngia
- 2001
  - 1a al Tour de Berna